# Municipio de Rushville (Indiana)
El municipio de Rushville (en inglés: Rushville Township) es un municipio ubicado en el condado de Rush en el estado estadounidense de Indiana. En el año 2010 tenía una población de 7897 habitantes y una densidad poblacional de 69,39 personas por km².

## Geografía
El municipio de Rushville se encuentra ubicado en las coordenadas 39°35′25″N 85°27′32″O / 39.59028, -85.45889. Según la Oficina del Censo de los Estados Unidos, el municipio tiene una superficie total de 113.81 km², de la cual 113.73 km² corresponden a tierra firme y (0.07%) 0.08 km² es agua.

## Demografía
Según el censo de 2010, había 7897 personas residiendo en el municipio de Rushville. La densidad de población era de 69,39 hab./km². De los 7897 habitantes, el municipio de Rushville estaba compuesto por el 96.07% blancos, el 1.42% eran afroamericanos, el 0.11% eran amerindios, el 0.57% eran asiáticos, el 0.01% eran isleños del Pacífico, el 0.7% eran de otras razas y el 1.11% pertenecían a dos o más razas. Del total de la población el 1.19% eran hispanos o latinos de cualquier raza.